# 70 av. J.-C.
Cette page concerne l'année 70 av. J.-C. du calendrier julien proleptique.

## Événements
- 17 octobre 71 av. J.-C. (1er janvier 684 du calendrier romain) : début à Rome du consulat de Marcus Licinius Crassus et Cnaeus Pompeius Magnus[1].
  - Abrogation de toutes les lois de Sylla : restauration des pouvoirs des tribuns de la plèbe, rétablissement de la censure (le cens de 70 est le dernier qui ait pu être conduit régulièrement jusqu'à son terme), inscription sur les listes de citoyens de cent mille Italiens accourus à Rome, restauration des chevaliers dans les jurys des tribunaux au détriment des sénateurs grâce à une loi proposée par Aurelius Cotta[2].
  - Censure de Cnaeus Cornelius Lentulus Clodianus et Lucius Gellius Publicola[1] ; le recensement compte 910 000 citoyens romains et 64 sénateurs sont exclus par les censeurs[3].
- Hiver 71-70 av. J.-C. : Tigrane II d'Arménie reçoit à Antioche une délégation de Lucullus conduite par Appius Claudius Pulcher pour exiger la reddition de Mithridate VI. Tigrane refuse et les relations diplomatiques sont rompues entre Rome et l’Arménie[4].
- 4 août-14 août : procès de Verrès, accusé de concussion par les Siciliens. Cicéron soutient l’accusation contre Quintus Hortensius Hortalus. Verrès est condamné à payer 3 millions de sesterces et part en exil à Massilia[3]. Les plaidoyers de Cicéron contre Verrès (les Verrines) créent un nouveau genre littéraire à Rome.
- 16 août-1er septembre : Pompée offre des jeux à Rome pour célébrer sa victoire en Hispanie ; déterminé à ne pas être en reste dans la générosité, Crassus consacre un dixième de sa fortune à Hercule et offre au peuple romain un banquet de dix mille tables[3].
- Automne : prise de Sinope et d’Amasia par Lucullus, qui achève la conquête du royaume du Pont[5].

## Naissances en 70 av. J.-C.
- 15 octobre : Virgile, poète latin.
- Mécène, homme politique romain.
- Publius Cornelius Dolabella, consul romain.

## Décès
- Phèdre, philosophe épicurien grec.